# Metlina
Metlina je najvišji hrib Kornatskega otočja, ki leži v Srednjem Jadranu na Hrvaškem.

## Opis
Metlina, 225 m visok hrib na otoku Kornat, ki je največji otok v arhipelagu Kornati na Jadranskem morju. Hrib je v glavnem kamnit, porasel z grmičevjem, robidovjem, zelišči, na ravnih predelih pa so tudi polja oljk in fig. Hrib Metlina je zelo priljubljen med planinci, zlasti ga radi obiščejo turisti, ki jadrajo in plujejo po Nacionalnem parku Kornati. Na samem vrhu so locirane visoke antene, sončne celice in majhna zidana hišica, namenjena občutljivi elektroniki za potrebe telekomunikacij in druge opreme.

## Dostop
Do vrha hriba vodi več markiranih poti ali pa kar neskončno poti, saj lahko hodimo kjerkoli po kamnitem terenu.
Vrh Metline je oddaljen od najbližjih zaselkov in zalivov, kjer je možno privezati ali sidrati barke. Od vasice Kravljačica je oddaljen 45 minut, od Strižnje 1uro, od vasice Vrulje 1,5 ure, od Lučice 1 uro, od Šipnate 2 uri.

## Posebnosti
Na drugi strani vrha proti otoku Žut je Vela ploča, zanimiv geološki pojav, ko se je v ravni ploskvi odkrhnil velik del skalovja. Metlina je del otoške planinske transverzale in v jasnem vremenu je viden velik del Kornatskega otočja ter otokov proti celini z Velebitom v ozadju. V daljavi se vidi celo Hvar in Vis.